# 旋鞘藻属
旋鞘藻属（学名：Helicotheca）为扭鞘藻科的一个属。

## 下级分类
本属包括以下物种：
- 泰晤士旋鞘藻 Helicotheca tamesis (Shrubsole) Ricard，1987